# Kanton Vayrac
Kanton Vayrac (francouzsky Canton de Vayrac) je francouzský kanton v departementu Lot v regionu Midi-Pyrénées. Tvoří ho osm obcí.

## Obce kantonu
- Bétaille
- Carennac
- Cavagnac
- Condat
- Les Quatre-Routes-du-Lot
- Saint-Michel-de-Bannières
- Strenquels
- Vayrac